# Bugatti Type 101
Bugatti Type 101 розроблявся у післявоєнний період у надії на відродження слави марки «Bugatti» після смерті 1947 Етторе Бугатті.

## Історія
Після завершення війни Етторе Бугатті спробував відновити виробництво на своєму підприємстві. Він розробляв Type 73, дводверне купе з 4-циліндровим мотором об'ємом 1,8 л. На його основі 1946 він проектував гоночний автомобіль. На час смерті Е. Бугатті було виготовлено лише прототип Type 73 і жодного готового авто. Спочатку керівництво підприємством перейняв гонщик П'єр Марко, а 1951 середній син Роланд Бугатті. Наприкінці 1940-х підприємство "Bugatti" займалось реставрацією своїх старих машин.
Роланд Бугатті вирішив випустити нову модель на базі шасі Bugatti Type 57, проектування якої розпочалось 1934, а виготовлення тривало до 1940 р. Новий кузов проектувала фірма Gangloff. Дорогий Bugatti Type 101 мав застарілу конструкцію із залежною підвіскою задньою і передньою, де зберігалась анахронічна жорстка вісь. Було вироблено 7 автомобілів до 1952 року. Також дороговизну моделі приписують значним податкам, які встановили для лімузинів у післявоєнній Франції.

## Технічні дані
Bugatti Type 101 успадкував 8-циліндровий 16 клапанний мотор об'ємом 3257 см³ з двома верхніми розподільчими валами потужністю 135-188 к.с. Карбюратор Stromberg замінили карбюратором Weber.
Ручна 4-ступінчаста коробка передач отримала прискорюючу передачу. Могла встановлюватись електрифікована передача Cotal. Кп були зблоковані з мотором. Колісна база становила 3300 мм. При масі 1700 кг авто розвивало швидкість 160 км/год.

## Модифікації
Шасі Nr. 101.500. Прототип. Дизайн кузова типу кабріолет розробив французький дизайнер Луї Люсьєн Лепо (фр. Louis Lucien Lepoix). Чотирьохдверний седан кремового кольору з вільно розміщеними фарами обабіч решітки радіатора. Зараз перебуває у колекції Щлумфа (Schlumpf).

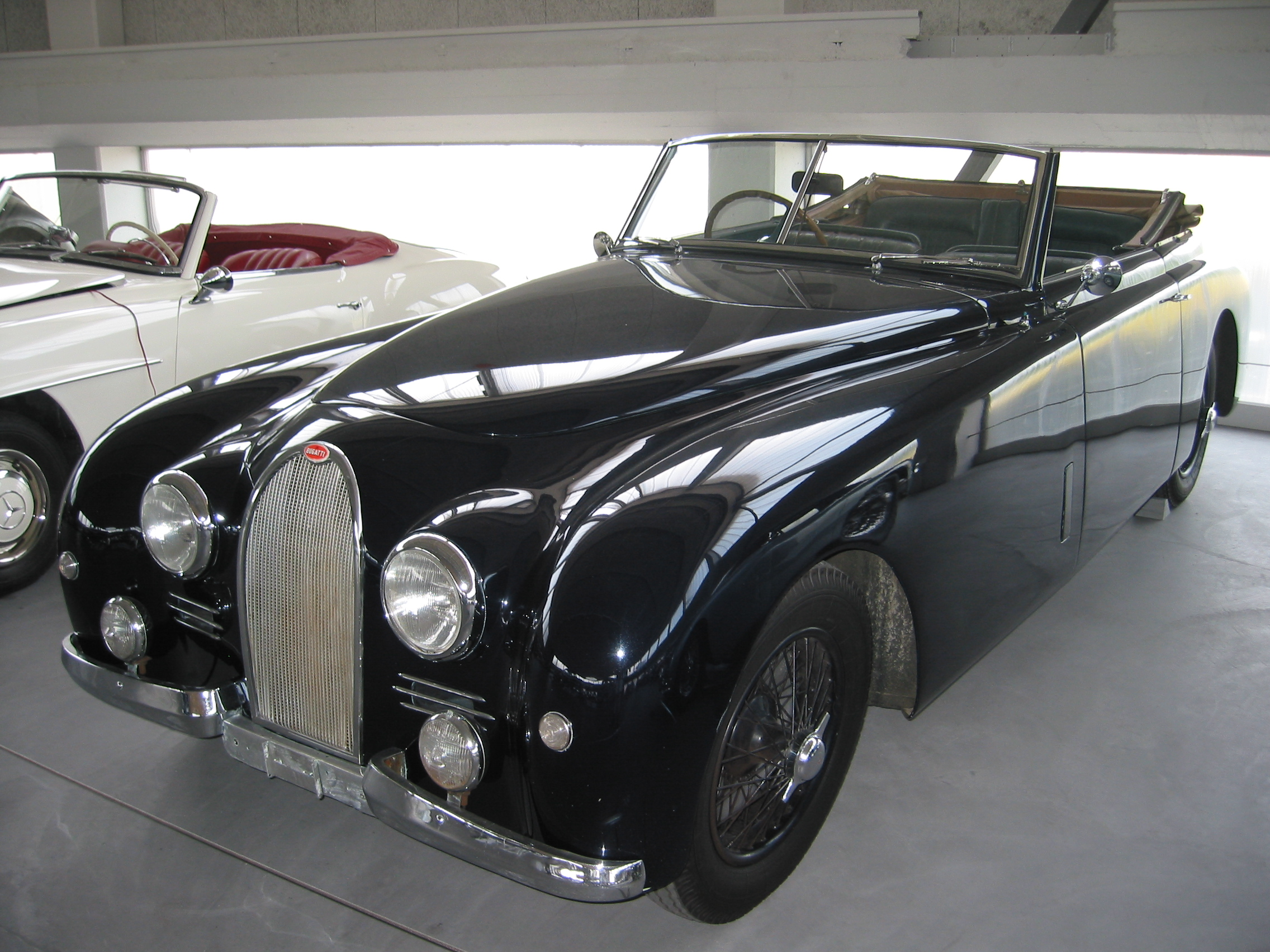
Кабріолет Ганглофф

Шасі Nr. 101.501 і шасі 101.503. Кабріолети Ганглофф. Два шасі отримали кузови, виготовлені фірмою Ганглофф в Кольмарі. Кузови різнились дрібними деталями. Вони мали злегка випуклу решітку радіатора традиційної форми, інтегровані в крила фари. Мотор розміщувався за жорсткою віссю передньої підвіски, через що перед кузова вважали надто видовженим.
Шасі Nr. 101.502. Економ-клас Guilloré (Coach Guilloré). Дизайн кузова розробив французький виробник автомобільних кузовів А. Guillore з Курбевуа, який розробляв кузови для Delahaye, Talbot. Кузов вийшов доволі застарілим з високим капотом, виокремленими крилами, фарами. Широкі двері відкривались до заду. Припускали, що Guillore використав розроблений до війни кузов для Delahaye 135M, який пристосували для шасі "Bugatti".
Даний автомобіль до 1964 знаходився у Тунісі, потім перепродавався у Бельгії, Швейцарії, Нідерландах. Був проданий 2008 на аукціоні Bonhams за 269 265 доларів США.
Шасі Nr. 101.504: Купе Антем. Кузов типу купе розробив виробник кузовів Антем. Низький спортивний автомобіль мав довгий капот і коротку кабіну. Переднє скло складалось з чотирьох частин. Купе Антем разом з кабріолетом Ганглоффа було вперше показано на Паризькому автосалоні 1951 р. Ним володіло декілька колекціонерів, зокрема, Ніколас Кейдж.

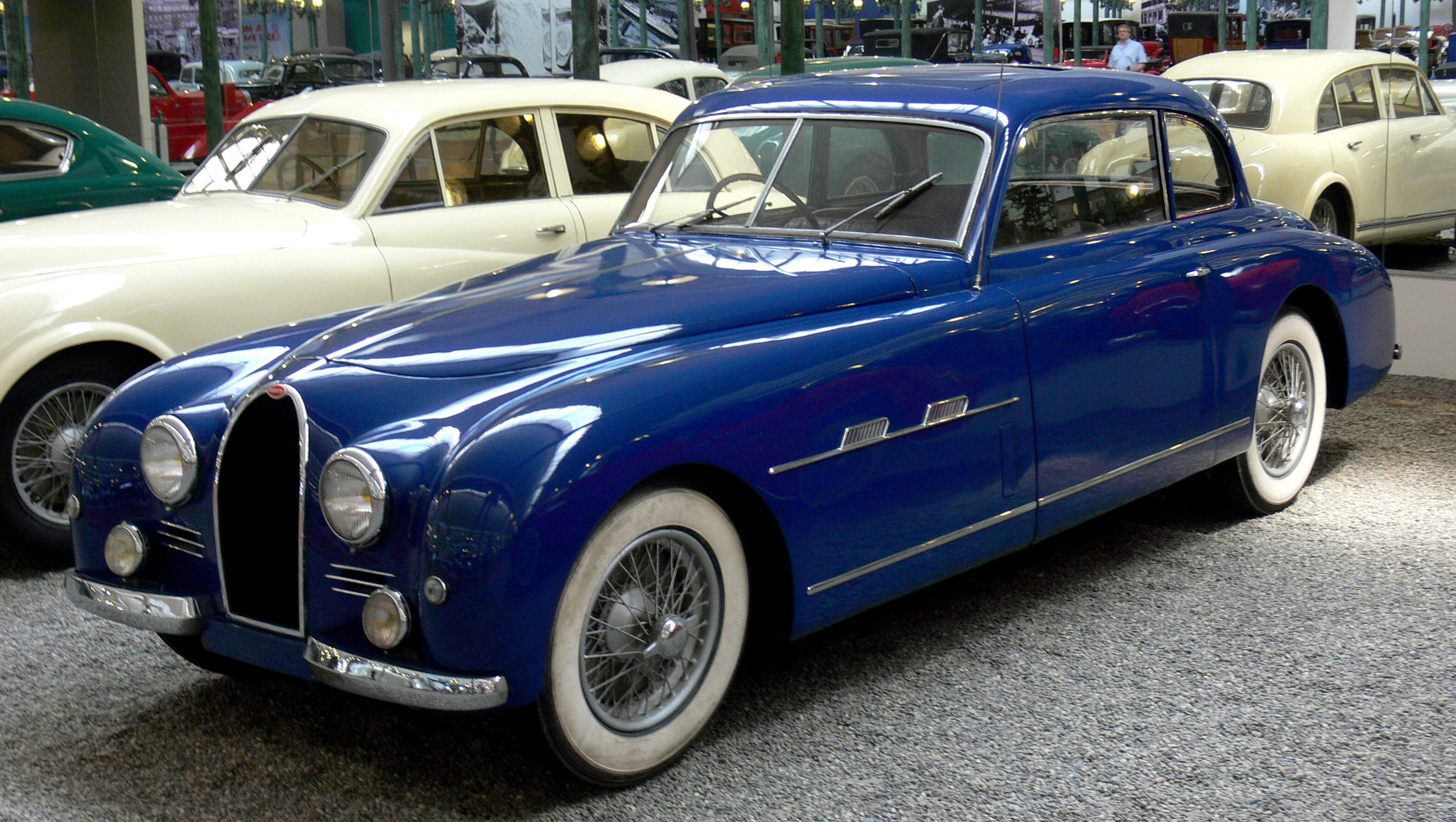
Купе Ганглофф на старому шасі

Chassis Nr. 101.506: Родстер Екснера. Шасі з 1956 купив 1961 американський дизайнер Вірджіл Екснер - головний дизайнер Chrysler, Ghia. Він скоротив шасі на 43 см і спроектував у неокласичному стилі двомісний кузов родстер з роздвоєним лобовим склом, традиційною решіткою Bugatti. Дане авто називають "Exner Bugatti" чи "Ghia Bugatti". Був виставлений 1965 на автосалоні у Турині.
Дальші моделі Фірма Ганглофф виготовила 1952 чотиримісний дводверний купе на старому шасі 57454 Type 57. На іншому 17-річному шасі Type 57 Ганглофф виготовив 1952 кузов кабріолет.